# هنريك اولسون
هنريك اولسون (بالألمانية: Henrik Olsson) (و. 1994  م) هو لاعب كرة يد، من السويد، ولد في بلدية سولنا.

## روابط خارجية
- هنريك اولسون على موقع الاتحاد الأوروبي لكرة اليد (الإنجليزية)